# جی‌اس اشیگارا (دی‌دی‌جی-۱۷۸)
جی‌اس اشیگارا (دی‌دی‌جی-۱۷۸) (به انگلیسی: JS Ashigara (DDG-178)) یک کشتی است که طول آن ۵۶۰ فوت (۱۷۰ متر) می‌باشد. این کشتی در سال ۲۰۰۶ ساخته شد.